# Marco Preioni
Marco Preioni (Domodossola, 16 luglio 1950) è un politico italiano, senatore dal 1992 al 2001.

## Biografia
Ha studiato al liceo classico Rosmini e si è laureato in giurisprudenza all'Università di Pavia. È stato insegnante di materie giuridiche all'ITIS di Domodossola. È stato iscritto all'Ordine degli Avvocati di Verbania. È stato ufficiale di complemento degli alpini.

## Attività politica
Eletto al Senato per tre volte consecutive nella circoscrizione Alto Novarese e Verbano-Cusio-Ossola, iscritto alla Lega Nord, nell'XI, XII e XIII legislatura è stato membro della Commissione giustizia, della Giunta per le Immunità Parlamentari e della Giunta per il Regolamento del Senato.
È stato Presidente della Giunta per le immunità parlamentari dal 1994 al 2001 (eletto coi voti del centro-destra nella XII legislatura e con quelli del centro-sinistra nella XIII) e Presidente del Comitato parlamentare per i procedimenti di accusa nella XII legislatura.
Dal 2001 al 2006 è stato vice capo di gabinetto del Ministro della giustizia Roberto Castelli, addetto ai rapporti col Parlamento.
Dal 2007 al 2011 è stato consigliere comunale a Domodossola.